# Великая хроника о Польше, Руси и их соседях

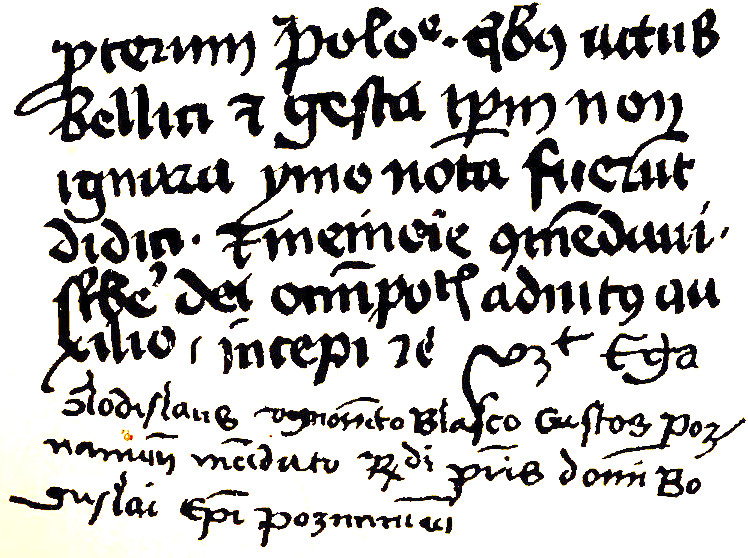
Одна из страниц Великой хроники о Польше, Руси и их соседях

Великая хроника о Польше, Руси и их соседях (Великая или пространная хроника поляков или лехитов, Великопольская хроника; лат. Chronica magna seu longa polonorum seu lechitarum, также Chronica Poloniae Maioris) — обширная польская историческая компиляция, составленная на латинском языке, предположительно, в XIV веке, описывающая в 164 главах события от расселения славян на территории Польши до 1273 года (повествование обрывается на сообщении о женитьбе юного Пшемыслава II). В прологе Великопольской хроники содержится утверждение о том, что «Паннония является матерью и прародительницей всех славянских народов».
Сохранилась в 9 списках XV века. Повествование до нач. XIII века основано на хронике Галла Анонима, излагающей историю династии Болеслава Кривоустого до 1113 года и сочинении Винцентия Кадлубека, где история доведена до 1202 года. В написании продолжения принимали участие познанский епископ Богухвал и познанский кустош Годислав Башко. При этом вопрос об авторстве и времени создания окончательной редакции «Хроники» пока не решён.

## Издания
- Kronika Boguchwala i Godyslawa Paska / op. W. A. Maciejowski // MPH, T. 2. Lwow, 1872, p. 454—598[5].
- Monumenta Polonie Historica. Series Nova. Т. VIII. Warszawa, 1970.

## Переводы на русский язык
- «Великая хроника» о Польше, Руси и их соседях. XI—XIII вв. / Пер. с лат. В. Л. Панина. Сост. Л. М. Попова, Н. И. Щавелева. Под ред. В. Л. Янина. — М.: Изд-во МГУ, 1987. — 264 с.